# Departament de La Paz (Bolívia)
El Departament de La Paz és una divisió administrativa de Bolívia. És situada a 3.640 metres sobre el nivell del mar. Limita al nord amb el Departament de Pando; al sud amb el Departament d'Oruro; a l'est amb els departaments de Beni i Cochabamba i a l'oest amb les regions de Puno i Tacna (Perú), i amb la Regió de Tarapacá (Xile).

## Províncies
Se sotsdivideix en 20 províncies:
| Província             | Població  | Capital                | Kart over provinsene i La Paz |
| --------------------- | --------- | ---------------------- | ----------------------------- |
| Abel Iturralde        | 11,828    | Ixiamas                | Kart over provinsene i La Paz |
| Aroma                 | 86,480    | Sica Sica              | Kart over provinsene i La Paz |
| Bautista Saavedra     | 11,475    | Charazani              | Kart over provinsene i La Paz |
| Caranavi              | 51,153    | Caranavi               | Kart over provinsene i La Paz |
| Eliodoro Camacho      | 57,745    | Puerto Acosta          | Kart over provinsene i La Paz |
| Franz Tamayo          | 18,386    | Apolo                  | Kart over provinsene i La Paz |
| Gualberto Villaroel   | 15,975    | San Pedro de Curahuara | Kart over provinsene i La Paz |
| Ingavi                | 95,906    | Viacha                 | Kart over provinsene i La Paz |
| Inquisivi             | 59,495    | Inquisivi              | Kart over provinsene i La Paz |
| José Manuel Pando     | 6,137     | Santiago de Machaca    | Kart over provinsene i La Paz |
| Larecaja              | 68,026    | Sorata                 | Kart over provinsene i La Paz |
| Loayza                | 43,731    | Luribay                | Kart over provinsene i La Paz |
| Los Andes             | 69,636    | Pucarani               | Kart over provinsene i La Paz |
| Manco Kapac           | 22,892    | Copacabana             | Kart over provinsene i La Paz |
| Muñecas               | 25,163    | Chuma                  | Kart over provinsene i La Paz |
| Nor Yungas            | 23,681    | Coroico                | Kart over provinsene i La Paz |
| Omasuyos              | 85,702    | Achacachi              | Kart over provinsene i La Paz |
| Pacajes               | 49,183    | Coro Coro              | Kart over provinsene i La Paz |
| Pedro Domingo Murillo | 1,484,328 | Palca                  | Kart over provinsene i La Paz |
| Sud Yungas            | 63,544    | Chulumani              | Kart over provinsene i La Paz |